# Jessy Rompies
Jessy Rompies (Giacarta, 14 aprile 1990) è una tennista indonesiana.

## Carriera
Ha vinto 2 titoli nel singolare e 28 titoli nel doppio nel circuito ITF in carriera. Ha raggiunto la sua migliore posizione nel singolare WTA, nr 413, il 17 ottobre 2011; il  18 luglio 2022 ha raggiunto il miglior piazzamento mondiale nel doppio, nr 132.
In Fed Cup con la squadra indonesiana ha riportato 21 vittorie e 20 sconfitte tra singolare e doppio.

## Circuito WTA 125

### Doppio

#### Vittorie (1)
| N. | Data          | Torneo                       | Superficie | Compagna           | Avversarie in finale                 | Punteggio           |
| 1. | 8 agosto 2021 | Thoreau Tennis Open, Concord | Cemento    | Peangtarn Plipuech | Usue Maitane Arconada Cristina Bucșa | 3-6, 7-6(5), [10-8] |

#### Sconfitte (1)
| N. | Data              | Torneo                             | Superficie | Compagna               | Avversarie in finale         | Punteggio |
| 1. | 11 settembre 2016 | Dalian Women's Tennis Open, Dalian | Cemento    | Nicha Lertpitaksinchai | Lee Ya-hsuan Kotomi Takahata | 2-6, 1-6  |